# John William Brown
John William Brown, född 28 december 1913 i Athens, Ohio, död 29 oktober 1993 i Medina, Ohio, var en amerikansk republikansk politiker. Han var den 58:e guvernören i delstaten Ohio 3 januari - 14 januari 1957. Han var viceguvernör i Ohio 1953-1957 och 1963-1975.
Brown var borgmästare i Medina 1950-1953. Han efterträdde 1953 George D. Nye som viceguvernör. Guvernör Frank J. Lausche avgick 1957 elva dagar innan mandatperiodens slut för att tillträda som ledamot av USA:s senat. Brown fick sköta guvernörsämbetet i elva dagar innan han efterträddes av C. William O'Neill.
Brown efterträdde 1963 John W. Donahey som viceguvernör. Han omvaldes 1966 och 1970. Han kandiderade 1974 ytterligare en gång till omval men förlorade mot demokraten Dick Celeste.
Brown var metodist. Hans grav finns på Spring Grove Cemetery i Medina, Ohio.